# Gottfried Trimborn
Gottfried Trimborn (* 16. Juli 1887 in Meckenheim, Kreis Rheinbach; † 19. März 1948 in Bonn) war ein deutscher Landschaftsmaler und Grafiker der Düsseldorfer Schule.

## Leben

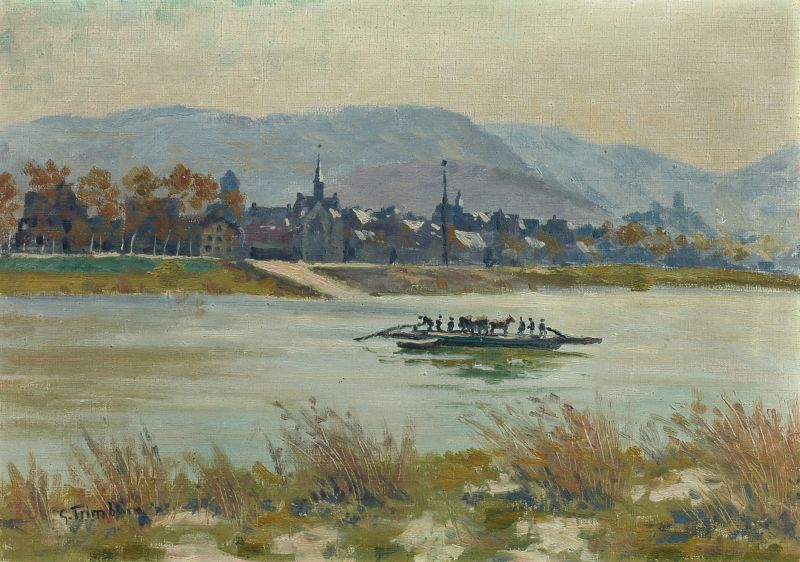
Rheinfähre, um 1920

Trimborn, Sohn des Meckenheimer Bierbrauerei-Angestellten Johann Simon Hubert Trimborn und dessen Ehefrau Franziska Elisabeth Busch, wuchs in bürgerlichen Verhältnissen auf. Nach der Schule machte er vermutlich eine dreijährige Lehre in einer Setzerei oder Druckerei. Ab 1906 besuchte er die Kunstgewerbeschule Düsseldorf unter Peter Behrens und Fritz Helmuth Ehmcke. Dort belegte er – wie sein Studienfreund Josef Urbach – als Hauptfach Typographie und nahm an den Leistungsschauen der Schule teil. Von der Landschaftsmalerei angezogen besuchte er Ausstellungen von Künstlern der Düsseldorfer Malerschule. 1908 wechselte er auf die Königliche Akademie der bildenden Künste Stuttgart, wo er das Fach „freie Malerei“ belegte und unter Christian Landenberger an die Freilichtmalerei herangeführt wurde. Weitere wichtige Lehrer dieser Zeit waren der Impressionist Robert Poetzelberger und Adolf Hölzel als „Wegbereiter der Moderne“. Ende 1913 oder Anfang 1914 erhielt Trimborn den das Stuttgarter Malereistudium formell abschließenden „Akademiebrief“.
Kohlezeichnungen mit Kriegsdarstellungen deuten darauf hin, dass er als Soldat am Ersten Weltkrieg teilnahm. Ab Anfang der 1920er Jahre bereiste Trimborn verschiedene Gegenden in Deutschland – von der Nordsee über die Mittelgebirge bis in die Hochalpen – und Italien. In Düsseldorf kam er bald auch in Kontakt mit der Galeristin Johanna Ey und deren Malermilieu, Das Junge Rheinland. Bei ihr stellte er einige seiner Werke aus. 1926 war Trimborn als Gast oder Mitglied auf der „Sommerausstellung“ der Bonner Künstlervereinigung von 1914 vertreten, ferner auf der „Großen Weihnachtsausstellung“ des Städtischen Museums in der Villa Obernier. 1929 war er unter der Bonner Adresse Koblenzer Straße 24 als „Kunstmaler“ gemeldet. Ab 1930 war Trimborn mit dem Bonner Landschaftsmaler Carl Nonn, dem  Vorsitzenden des Bonner Künstlerbundes, befreundet. Dieser ließ ihn als Nicht-Mitglied an Sitzungen und Projekten des Künstlervereins teilnehmen. 1933 war Trimborn Teilnehmer der Ausstellung „Junge Bonner Künstler“ im Suermondt-Museum in Aachen, 1936 war er auf der „Weihnachtsausstellung Bonner Künstler“ in der Villa Obernier vertreten.
Als 1939 der Zweite Weltkrieg ausbrach, war Trimborn als 52-Jähriger nicht mehr zum Militärdienst verpflichtet. Gleichwohl sind seit dieser Zeit keine neuen Gemälde von ihm nachweisbar.